# Delphine Cousin Questel
Delphine Cousin Questel, née Delphine Cousin le 3 juillet 1991 à Carnac, est une véliplanchiste française.
Ayant pour numéro de voile FRA-775, elle fut membre de l'Équipe de France de funboard et quadruple championne du monde en slalom (2013, 2014, 2018 et 2019).

## Carrière sportive
Delphine Cousin commence la planche à voile à l'âge de onze ans, dans le Morbihan. Elle choisit de spécialiser en funboard et intègre l'Équipe de France à sa création en 2010. Elle suit en parallèle des études  à la Brest Business School dont elle est diplômée en 2014.
Après une campagne infructueuse de qualification en voile olympique pour les Jeux olympiques d'été de 2024, elle annonce prendre sa retraite sportive en 2024.

## Vie privée
Delphine Cousin Questel est mariée au planchiste français Antoine Questel et vit actuellement à Saint-Barth.

## Palmarès
- 2021 : 
  - 3e des Jeux internationaux d'iQFoil en 2021 au lac de Garde[6]
- 2019 : 
  - Championne du monde de funboard slalom PWA[4]
  - Championne du monde de foil PWA[4]
- 2018 :
  - Championne du monde de funboard slalom PWA[7]
- 2017 :
  - Championne du monde IFCA slalom[8]
  - Vice-championne du monde de funboard slalom PWA[9]
- 2016 :
  - 3e au championnat du monde de funboard slalom PWA
  - Championne de France AFF[10]
- 2015 :
  - Vice-championne du monde de funboard slalom PWA
- 2014 :
  - Championne du monde de slalom IFCA
  - Championne du monde de funboard slalom PWA
- 2013 :
  - Championne du monde de funboard slalom PWA
- 2012 :
  - 4e au championnat du monde de funboard slalom PWA
- 2011 :
  - 7e au championnat du monde de funboard slalom PWA
  - Championne d'Europe IFCA
- 2010 :
  - 11e au championnat du monde de funboard slalom PWA